# Phoenix Goodyear Airport

i7
i11
i13
Der Phoenix Goodyear Airport (IATA-Code: GYR, ICAO-Code: KGYR, FAA-LID: GYR)  ist ein Flughafen in der Stadt Goodyear im Maricopa County im US-Bundesstaat Arizona.

## Geschichte
Der Flughafen wurde in den 1940er Jahren zunächst als Naval Air Facility (NAF) Litchfield Park eröffnet und später nach einem Ausbau als Naval Air Station Litchfield Park  bezeichnet. Nach dem Ende des Zweiten Weltkrieges waren auf dem Militärflugplatz hauptsächlich überzählige oder veraltete Flugzeuge von Navy, Marine Corps und Coast Guard abgestellt. 1968 wurde diese Aufgabe der heutigen 309th Aerospace Maintenance and Regeneration Group (auch AMARG; früher AMARC und MASDC) in Tucson übergeben und Goodyear als ziviler Flugplatz von der Stadt Phoenix weiterbetrieben.
Mehrere Flugschulen sind heutzutage auf dem Flughafen stationiert. Unter anderem war seit 1970 das Airline Training Center Arizona der Lufthansa dort ansässig, die dort zusammen mit der Luftwaffe den Großteil der Flugausbildung ihrer Piloten durchführte. 
Im Januar 2022 übertrug Lufthansa ihren seit über 40 Jahren bestehenden Ausbildungsbetrieb in Goodyear an die US-amerikanische United Airlines. Diese hat dort bereits den Betrieb aufgenommen und mit dem ersten Jahrgang ihrer neuen Flugschüler begonnen.
Seit den 1990er Jahren wird Goodyear zunehmend als Abstellplatz für langfristig geparkte Verkehrsflugzeuge genutzt, inzwischen auch als Flugzeugfriedhof zum Abwracken.

## Zwischenfälle
- Am 28. Februar 1959 kollidierte eine Lockheed L-1049/C-121G Super Constellation der United States Air Force (USAF) (Luftfahrzeugkennzeichen 54-4069) nach dem Start vom Flugplatz Prescott (Arizona, USA) mit zerklüftetem, bewaldetem Terrain 3 Kilometer südlich des Flugplatzes. Die Maschine war von der Litchfield Park Naval Air Station gestartet, um mit ihr in Prescott Touch-and-Go-Übungen zu praktizieren. Alle 5 Besatzungsmitglieder kamen ums Leben.[5]